# الدریج (آلاباما)
الدریج (به انگلیسی: Eldridge) شهری در شهرستان واکر ایالت آلاباما است که مساحت آن ۱٫۸۱ کیلومتر مربع است و در سرشماری سال ۲۰۱۰ میلادی، ۱۳۰ نفر جمعیت داشته و تراکم جمعیتی آن، ۷۱٫۸۲ نفر در هر کیلومتر مربع بوده است.